# Еманюел Карер
Еманюел Карер (на френски: Emmanuel Carrère) е френски кинокритик, сценарист, режисьор и писател на произведения в жанра драма, исторически роман биография и документалистика.

## Биография и творчество
Еманюел Карер д’Анкос е роден на 9 декември 1957 г. в Париж, Франция. Внук е на грузински емигранти, син на известната френска интелектуалка, историчката съветолог Елен Карер д’Анкос, родена Зурабишвили, от семейство на грузински емигранти.
През 1979 г. завършва политически науки в Института за политически изследвания в Париж, но изкуствата и литературата го влекат много повече. В периода 1980 – 1982 г. живее и работи като преподавател по френски език в Сурабая, Индонезия, към националната организация за международно сътрудничество.
Започва кариерата си като кинокритик в списанията „Positif“ и „Télérama“. През 1982 г. издава първата си книга, „Werner Herzog“, монография за режисьора Вернер Херцог. През 1983 г. е публикуван първият му роман, „L'Amie du jaguar“ (Приятел на ягуара).
Романът му „La Classe de neige“ (Снежен клас) от 1995 г. получава наградата „Фемина“.
През 90-те години започва кариера като сценарист с адаптацията на собствените си романи като „Врагът“ и „Снежен клас“, преди да се захване с режисурата на „Обратно към Котелнич“ и „Мустаците“.
Писателят е впечатлен от аферата Жан-Клод Роман, който е убил цялото си семейство през 1993 г. Той се свързва с убиеца и през 2000 г. е публикувана документалната му книга „Врагът. Истинската история на един убиец“. През 2002 г. книгата е екранизирана от Никол Гарсиа във филма „Противникът“ с участието на Даниел Отьой.
През 2003 г. е президент на журито на книгата „Интер 2003“. През 2010 г. е член на журито на Филмовия фестивал в Кан.
През 2011 г. получава наградата „Ренодо“ за книгата си „Лимонов“, за художествената биография на руския писател, дисидент и политик Едуард Лимонов, с когото живее три седмици в Москва по време на подготовката на книгата.
През 2014 г. е издадена книгата му „Царството“, история, която проследява раждането на християнството, и особено живота и пътешествията на апостолите Павел и Лука. За книгата печели литературната награда на вестник „Монд“.
През 2018 г. печели наградата на Националната библиотека на Франция (BnF) като френскоговорещ автор за цялото си творчество.
Еманюел Карер живее със семейството си в Париж.

## Произведения

### Самостоятелни романи
- L'Amie du jaguar (1983)[6][5][7][8][9]
- Bravoure (1984)
- La Moustache (1986)
Мустаците: откъс от романа, „Панорама: алманах за чуждестранна литература“, с. 90 – 128 (1998), прев. Нина Венова
- Hors d'atteinte ? (1988) – награда „Клебер Хаеденс“
- La Classe de neige (1995) – награда „Фемина“

### Биографии
- L'Adversaire (2000)[6][5][7][8][9]
Врагът. Истинската история на един убиец, изд.: ИК „Колибри“, София (2009), прев. Румяна Маркова
- Un roman russe (2007)
- D'autres vies que la mienne (2009)
Истории, различни от моята, изд.: ИК „Колибри“, София (2017), прев. Анна Ватева
- Limonov (2011) – награда „Ренодо“
Лимонов, изд.: ИК „Колибри“, София (2017), прев. Росица Ташева
- Le Royaume (2014)
Царството, изд.: ИК „Колибри“, София (2016), прев. Росица Ташева

### Сборници
- Werner Herzog (1982)[6][5][7][8][9]
- Le Détroit de Behring: Introduction à l'uchronie (1986)
- Je suis vivant et vous êtes morts (1993) – биография на Филип К. Дик
- Il est avantageux d'avoir où aller (2016)

### Екранизации и филмография
- 1990 Héritage oblige – тв сериал, 1 епизод
- 1991 – 1993 La grande collection – тв сериал, 2 епизода
- 1995 Le blanc à lunettes
- 1996 Pêcheur d'Islande
- 1996 Les clients d'Avrenos
- 1998 La classe de neige
- 1998 Denis
- 2001 Lo strano caso del signor Kappa
- 2002 L'adversaire
- 2003 Retour à Kotelnitch – документален, режисьор
- 2005 Мустакът, La moustache – режисьор
- 2005 Désiré Landru
- 2008 L'amour dans le sang
- 2009 Je suis heureux que ma mère soit vivante
- 2010 Fracture
- 2011 Toutes nos envies – по „Истории, различни от моята“
- 2012 Les Revenants – тв сериал, 5 епизода
- 2013 Alceste à bicyclette
- 2015 The Returned – тв сериал, 10 епизода
- 2008 – 2019 Collection Fred Vargas – тв сериал, 6 епизода
- 2019 L'angle mort
- 2020 Le quai de Ouistreham – режисьор